# 2013년 아시아 W-챔피언십
우리은행 2013 아시아 W-챔피언십 대회(Woori Bank 2013 Asia W-Championship)은 2013년 4월 5일부터 4월 7일까지 용인 실내체육관에서 진행되며 한국, 일본, 중국, 대만 여자 프로 농구 4개국이 참가한다.

## 참가팀
- 춘천 우리은행 한새 (대한민국 여자 프로 농구 우승)
- JX 선플라워즈 (일본 여자 프로 농구 우승)
- 요녕성 헝예 (중국 여자 프로 농구 3위)
- 캐세이 라이프 (대만 여자 프로 농구 우승)

## 경기방식
- 경기 수 : 총 6경기
- 경기 방식 : 4개 팀 풀리그 방식
- 경기 룰 : FIBA룰 적용
- 유니폼 : 홈팀 - 밝은색 유니폼 / 어웨이팀 - 어두운색 유니폼

## 순위결정
- 승점제 : 경기에 승리한 팀은 2점, 패한 팀은 1점(자격상실패 포함), 몰수 패한 팀은 0점으로 한다.
- 두 팀의 승점이 같을 때에는 양 팀의 대전 결과로 이긴 팀이 우선한다.
- 3팀의 승점이 같을 때에는 해당팀 간의 골 득실률에 따라 순위를 결정한다.
- 3팀의 승점이 같고 골 득실률이 같을 경우 전 경기 골 득실률에 따라 순위를 결정한다.
- 그래도 2팀이 동률 팀으로 남았을 때에는 2)의 방법을 되풀이 하여 순위를 결정한다.

(골 득실률은 득점을 실점으로 나누어 산출한다.)

## 경기 일정
| 순위 | 구단               | 승점 | 승 | 패 | PCT   |
| ---- | ------------------ | ---- | -- | -- | ----- |
| 1    | 춘천 우리은행 한새 | 6    | 3  | 0  | 1.0   |
| 2    | JX 선플라워즈      | 5    | 2  | 1  | 0.667 |
| 3    | 캐세이 라이프      | 4    | 1  | 2  | 0.333 |
| 4    | 요녕성 헝예        | 3    | 0  | 3  | 0     |

Game 1
| 2013년 4월 5일 14:00 |

|  |

| 캐세이 라이프 vs. JX 선플라워즈 |

Game 2
| 2013년 4월 5일 16:00 |

|  |

| 요녕성 헝예 vs. 춘천 우리은행 한새 |

Game 3
| 2013년 4월 6일 14:00 |

|  |

| 캐세이 라이프 vs. 춘천 우리은행 한새 |

Game 4
| 2013년 4월 6일 16:00 |

|  |

| JX 선플라워즈 vs. 요녕성 헝예 |

Game 5
| 2013년 4월 7일 12:00 |

|  |

| 캐세이 라이프 vs. 요녕성 헝예 |

Game 6
| 2013년 4월 7일 14:00 |

|  |

| JX 선플라워즈 vs. 춘천 우리은행 한새 |

| 우리은행 2013 아시아 W-챔피언십 대회                              |
| ----------------------------------------------------------------- |
| 춘천 우리은행 한새 첫 번째 우승 MVP : 임영희 (춘천 우리은행 한새) |